# Carrer del Portal Nou (Guissona)
El Carrer del Portal Nou és una via pública de Guissona (Segarra) inclosa a l'Inventari del Patrimoni Arquitectònic de Catalunya.

## Descripció
Carrer de dimensions reduïdes, no molt llarg i estret. Uneix dos punts interessants de la vila de Guissona com són la Plaça Capdevila i la Plaça del Vell-Pla.
Accedim a aquest carrer des de la Plaça del Vell-Pla a través d'unes escales de pedra disposades en dos trams i forma d' "L".
S'hi troben cases de pedra i arrebossat que tenen una aixecada no superior als tres pisos, la majoria de les quals daten de la segona meitat del segle xviii.
"1960" és la data més antiga que es conserva incrita en una de les llindes d'un edifici d'aquest carrer.
La pavimentació d'aquest carrer conserva l'enllosat irregular de pedra original.